# A.J.E.F.
A.J.E.F. Acrònim que significa: Asociación de Jóvenes Esperanza de la Fraternidad (en català associació de joves esperança de la fraternitat). Aquesta organització, és un cos auxiliar de la francmaçoneria per a joves que resideixen a Mèxic, els Estats Units i Amèrica Llatina, i que compten amb edats entre els 14 i els 21 anys. Encara que inicialment les organitzacions locals eren conegudes com a lògies A.J.E.F., el seu nom a estat canviat a capítols A.J.E.F., per reforçar el fet que l'A.J.E.F. no és una part de la francmaçoneria, sinó un cos auxiliar de la mateixa. cada capítol està patrocinat per una lògia maçònica, tant a un nivell econòmic com un nivell de suport moral. És una organització equivalent en el seu mètode i funció a l'Orde Internacional DeMolay.
A.J.E.F. es va fundar a l'Havana, Cuba, el 9 de febrer de 1936 per Fernando Suárez Nuñez (1882- 1946). El primer capítol es va anomenar "Esperanza". Va arribar a tenir fins a 5.000 membres en l'any 1938, el seu ràpid creixement va començar a donar lloc a capítols en altres països. En l'any 1939 la primera lògia mexicana de l'A.J.E.F. anomenada "Benito Juarez" va ser establerta a Veracruz. La segona va ser establerta en la Ciutat de Mèxic i el seu nom va ser "Fernando Suárez Nuñez".